# Mèo Manx
Mèo Manx (trong những thời gian trước đó, thường được gọi với cái tên Mèo Manks), là một giống mèo nhà (Felis catus) có nguồn gốc từ Isle of Man, với một đột biến tự nhiên gây nên tình trạng làm cho đuôi mèo bị ngắn đi. Mèo Manx là một giống mèo có đặc điểm đặc trưng là hoàn toàn không có đuôi, tuy nhiên, cũng có một số cá thể giống này có một cái cuống nhỏ, biểu thị của việc có một cái đuôi. Mèo Manx có tất cả các màu và mẫu lông, mặc dù các cá thể mèo có bộ lông màu trắng hoàn toàn rất hiếm, và những con mèo có bộ lông nguyên thủy lại càng ít hơn nữa. Các biến thể mèo lông dài đôi khi được coi là một giống riêng biệt, Mèo Cymric. Mèo Manx được đánh giá cao trong vai trò là một tay săn mồi có tay nghề cao, và do đó thường được nông dân tìm kiếm để giải quyết các vấn đề về loài gặm nhấm, và cũng là giống mèo ưa thích trên các con tàu. Mèo Manx được đánh giá là có tính xã hội, dễ thuần hóa và năng động. Một thuật ngữ địa phương cũ nhằm để nói đến những con mèo trên đảo của họ là stubbin. Manx đã được đem đi triển lãm trong các chương trình mèo (cat show) từ những năm 1800, với tiêu chuẩn giống đầu tiên được công bố vào năm 1903.

## Một số cá thể mèo Manx nổi tiếng
- Ba con mèo giống Manx: Ball, Lipstick và Smokey, từng là những động vật đồng hành với Koko, một con khỉ đột bị giam cầm nổi tiếng vì giao tiếp bằng ngôn ngữ ký hiệu Mỹ thô sơ.[1]
- Bob, con mèo đực giống Manx là chủ đề của cuốn sách Bob the Preschool Cat:A Biography of an Urban Manx Cat của E. Romayne Hertweck (2009, ISBN 978-1-4327-3555-5)
- Bonnag, một con mèo cái giống Manx, là con mèo đầu tiên của giống Manx được giải trình tự toàn bộ bộ gen (vào năm 2016, do dự án Genx Cat Genome) và chỉ là con mèo thứ hai thuộc bất kỳ giống mèo nào nhận được mức độ nghiên cứu này. Một cá thể mèo Abyssinian được giải trình toàn bộ gen bởi dự án 99 Lives năm 2014). Bonnag được nuôi dưỡng bởi Zoe Grundey tại Cơ sở chăn nuôi mèo Triskele Manx Cats tại Douglas, Isle of Man.[2][3]